# Feria de Santa Lucía
La Feria de Santa Lucía se celebra el 13 de diciembre  en los municipios de Zumárraga y Urrechu de la provincia de Guipúzcoa en el País Vasco,  norte de España.

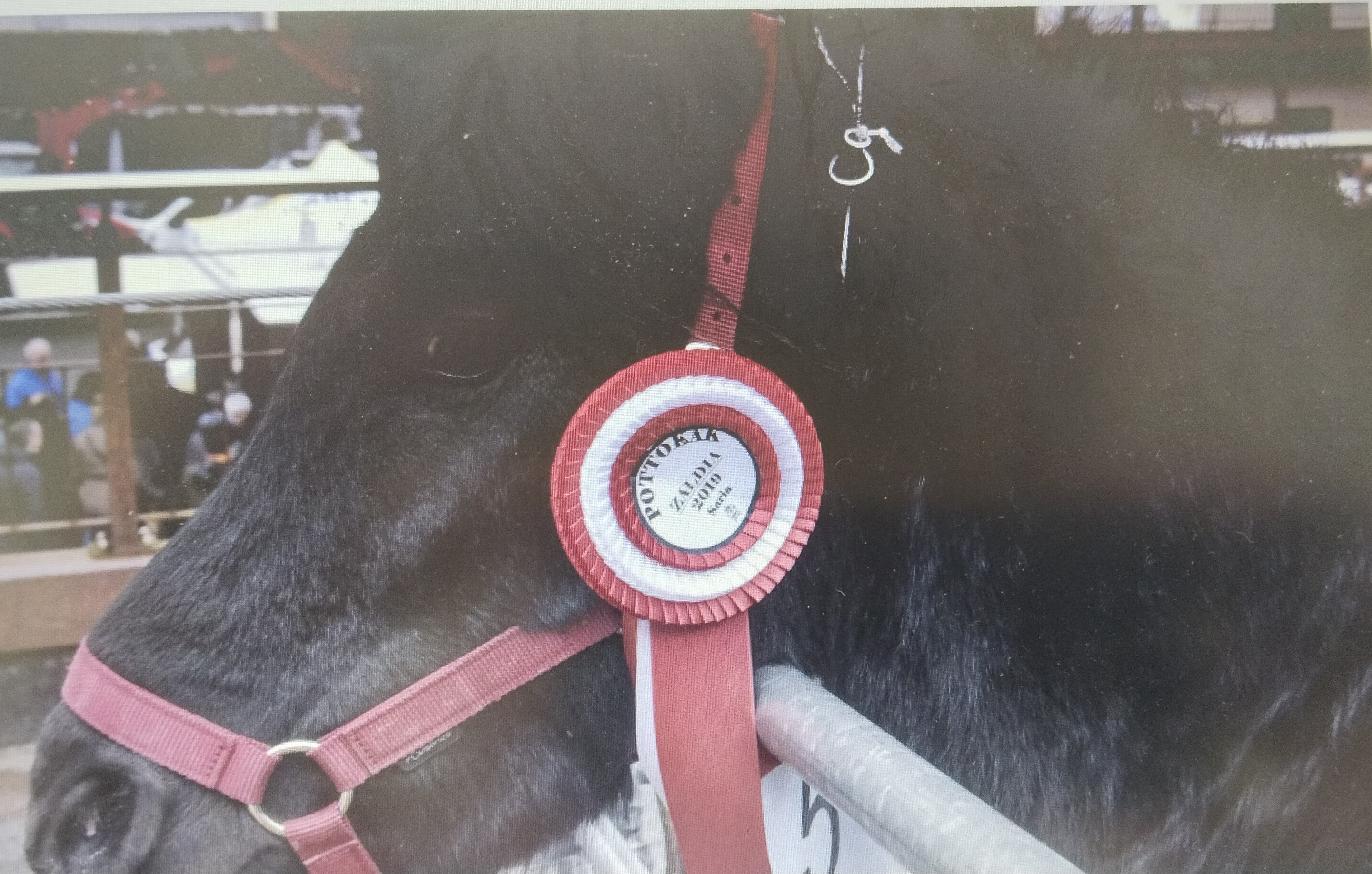
Feria de Santa Lucía en Urrechu y Zumárraga

Sus inicios se remontan a  1717 en Urechu y  actualmente es una de las  ferias más importantes del País Vasco y del conjunto de España.
Es un escaparate de ganado, destacados concursos de caballos, pollos, capones, frutas, verduras, manzanas reineta y miel y un extenso montaje de 325 puestos donde encontrar desde queso, embutidos, conservas, sidra, txacolí, dulces y lo más fresco de la huerta, hasta exposiciones y venta de artesanías, ropa, complementos o  utensilios.
Durante la Feria se celebran   todo tipo de actividades culturales y deportivas, como deportes vascos, perros pastor,  bertsolaris o pasacalles.

## Descripción
La Feria es probablemente anterior a toda clase de mercados a diferencia de los cuales se celebra una vez al año. 

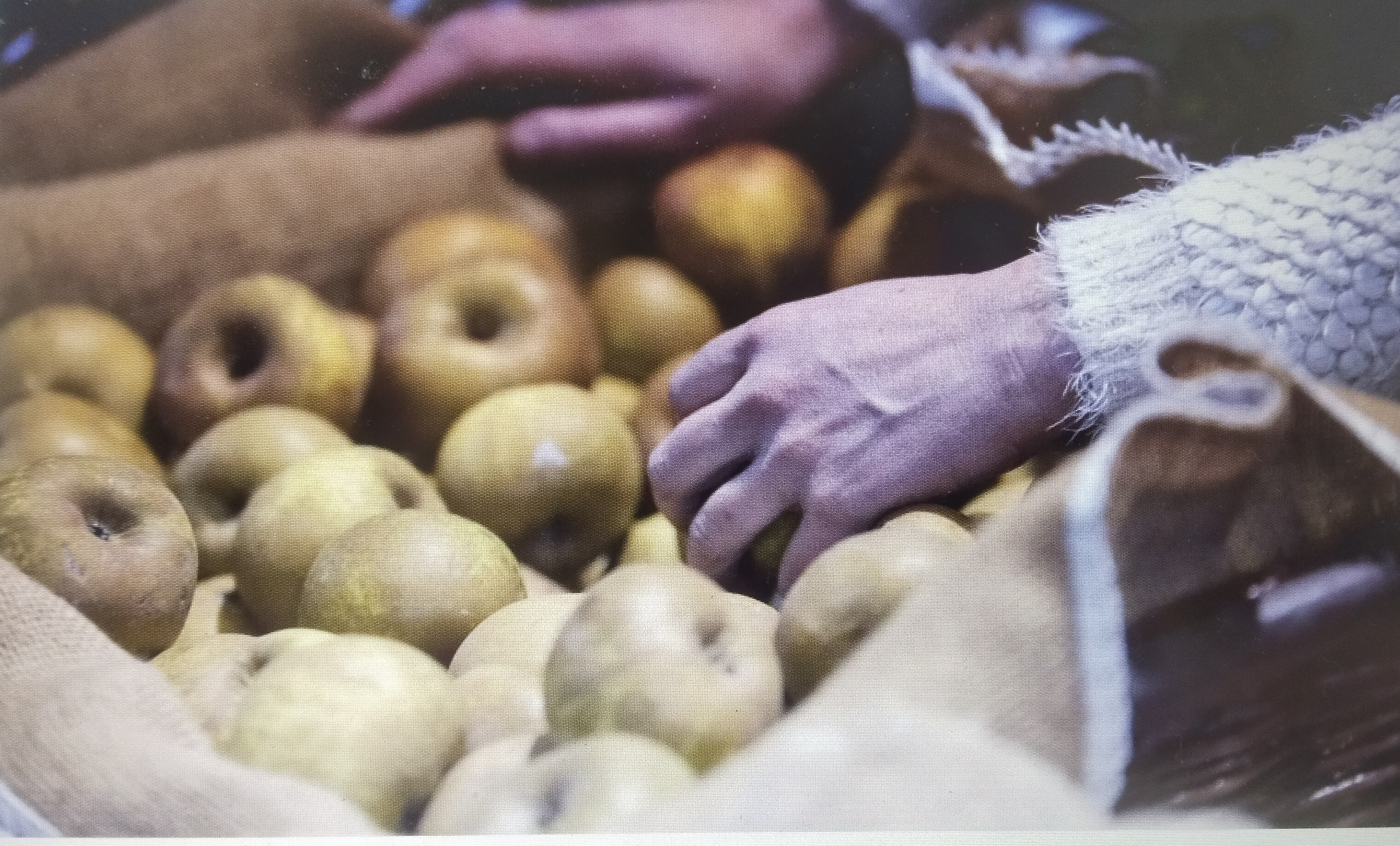
Feria de Santa Lucía en Zumárraga y Urrechu

La Feria de Santa Lucía tiene un origen pastoril y ganadero  estando localizada en un cruce de comunicación comercialmente estratégico donde ejerció gran influencia demarcando áreas humanas de relación comercial y sociocultural.
Lo más característico de La Feria es que relaciona a la comarca con el exterior y su aspecto expositivo con diferentes concursos y premios.
Tiene sus raíces en  la cercana población de  Ezkio en una época  medieval  favorecida por una serie de  exenciones  fiscales reales   durante los días de duración del evento.  La localidad de Urrechu tomó el relevo  en  1717.
En los años 1966-1967 se decidió celebrar conjuntamente la feria en los municipios de Urrechu y Zumárraga organizado por ambos ayuntamientos.
El hecho de poder celebrar la feria de Santa Lucía  entre las dos poblaciones enriqueció la  feria  como un intento de aunar culturas a través de los intercambios comerciales.
El ganado es una de las joyas de la feria, tanto por la calidad, como por la cantidad de cabezas participantes. Hay habitualmente ganado caballar, burros, mulos y cabras en un número que supera los dos centenares.
Hay diversos  premios a los productos expuestos:  de frutas, verduras, manzana reineta, miel,  ganado, pollos y capones.
En la actualidad, La Feria goza de gran popularidad desafiando la competencia digital que ha revolucionado en general a todo el comercio mundial.